# Speicher XI

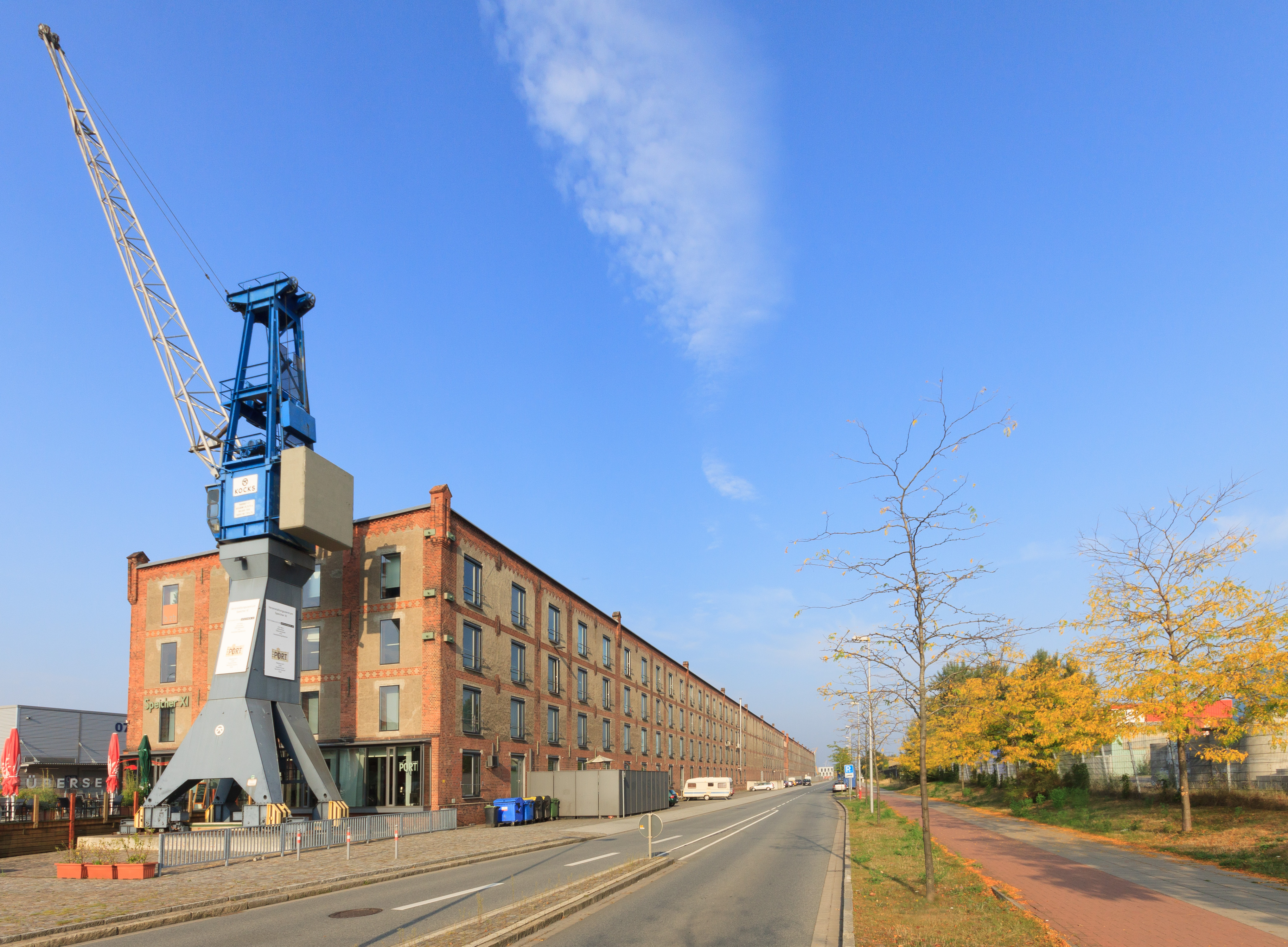
Speicher XI mit Hafenmuseum im vorderen Teil

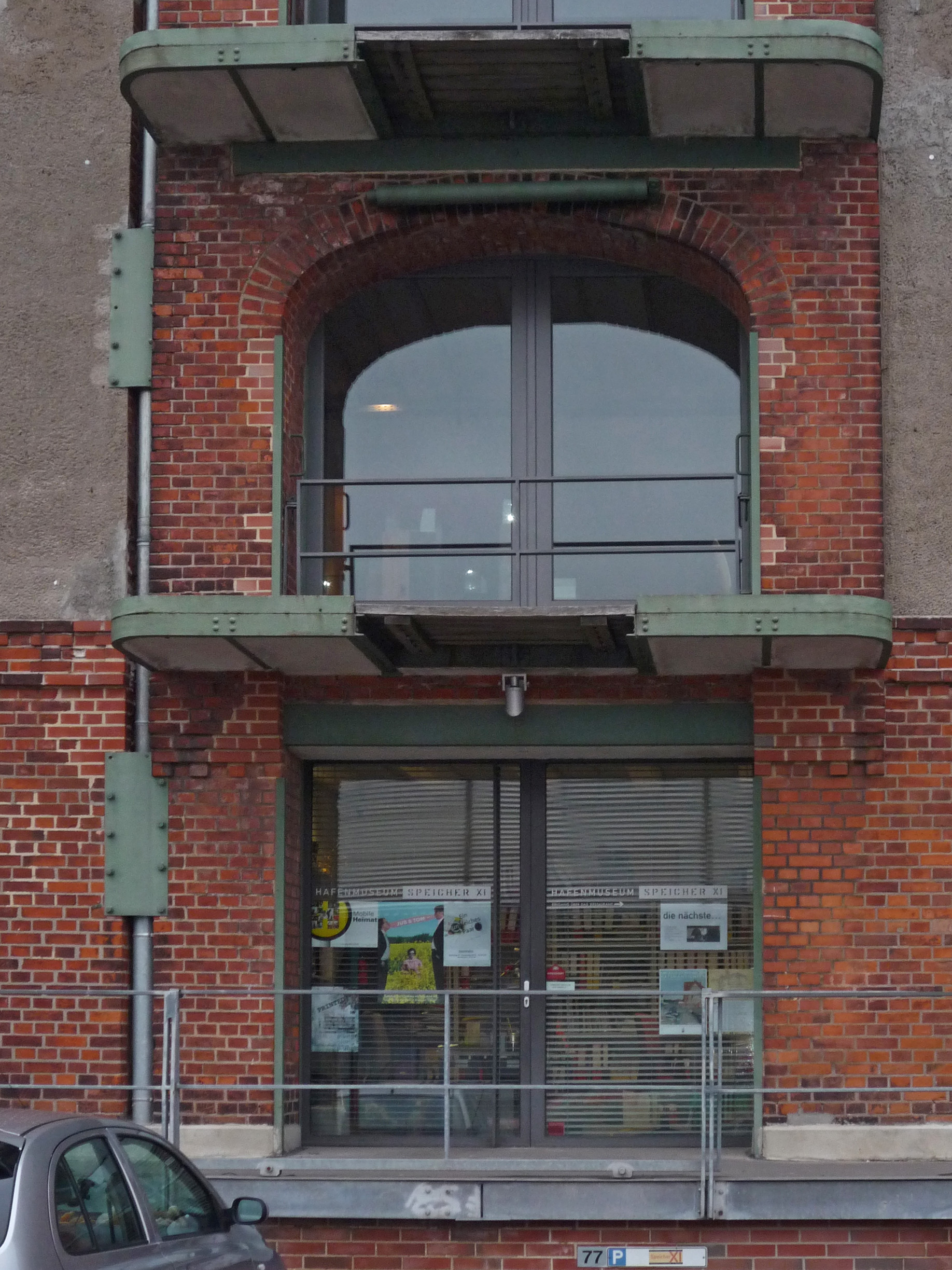
Ein Eingang im Speicher XI

Der Speicher XI ist ein historisches Speichergebäude in der Überseestadt in Bremen, in dem sich unter anderem das Hafenmuseum Bremen und die Hochschule für Künste Bremen befinden.

## Geschichte
Um den lukrativen Handel und Schiffsverkehr in die Stadt zu holen, baute Bremen ab 1887 einen flussabwärts des Stadtkerns gelegenen Hafen, den Europahafen. Nach dem Beitritts der Freien Hansestadt Bremen zum Zollverein von 1888 wurde der Europahafen zum Freihafen.
Der Speicher XI wurde von 1908 bis 1912 als Baumwollspeicher erbaut. Die Planung (1908/10) und Durchführung (1910/12) erfolgte durch die Bremer Bauinspektion, Bereich Zollausschlussgebiet und Überseehafen, in Verantwortung von Baurat Eduard Suling (später Oberbaudirektor) und durch den Architekten der Bauinspektion Nause. Im November 1911 konnten Speicher XI und im April 1912 Speicher XIII übergeben werden. Die beiden viergeschossigen Bodenspeicher entsprachen einander in Konstruktion, Grundriss und Aufriss. Nach dem Zweiten Weltkrieg wurden beide Gebäude instand gesetzt und durch ein Betriebsgebäude miteinander verbunden. Das Gesamtgebäude wurde Speicher XI genannt.
Mit einer Länge von 403 Metern ist es das zweitlängste Gebäude von Bremen; das längste Gebäude ist der im Nordbremer Ortsteil Rekum gelegene U-Boot-Bunker Valentin mit 419 Metern. Diese Baumasse ist so gegliedert, dass auch nach der Zusammenfassung der beiden Speicher die lange Fassade nicht monoton wirkt. Dieses wurde erreicht durch die über die Trauflinie hinausragenden Treppenhäuser und die zusätzlichen Ladelukenreihen, die die Rhythmisierung der Fassade fördern. Als Material der Fassaden wurde eingesetzt
- Backsteine am Sockelgeschoss, Treppenhaus, Ladeluken, Gesimsen und den Stürzen der Segmentbogenfenster sowie
- Putz an den restlichen Fassadenflächen.

Die Fassade ist weniger historisierend als die älteren, neugotisch geprägten Speicher des Europahafens.

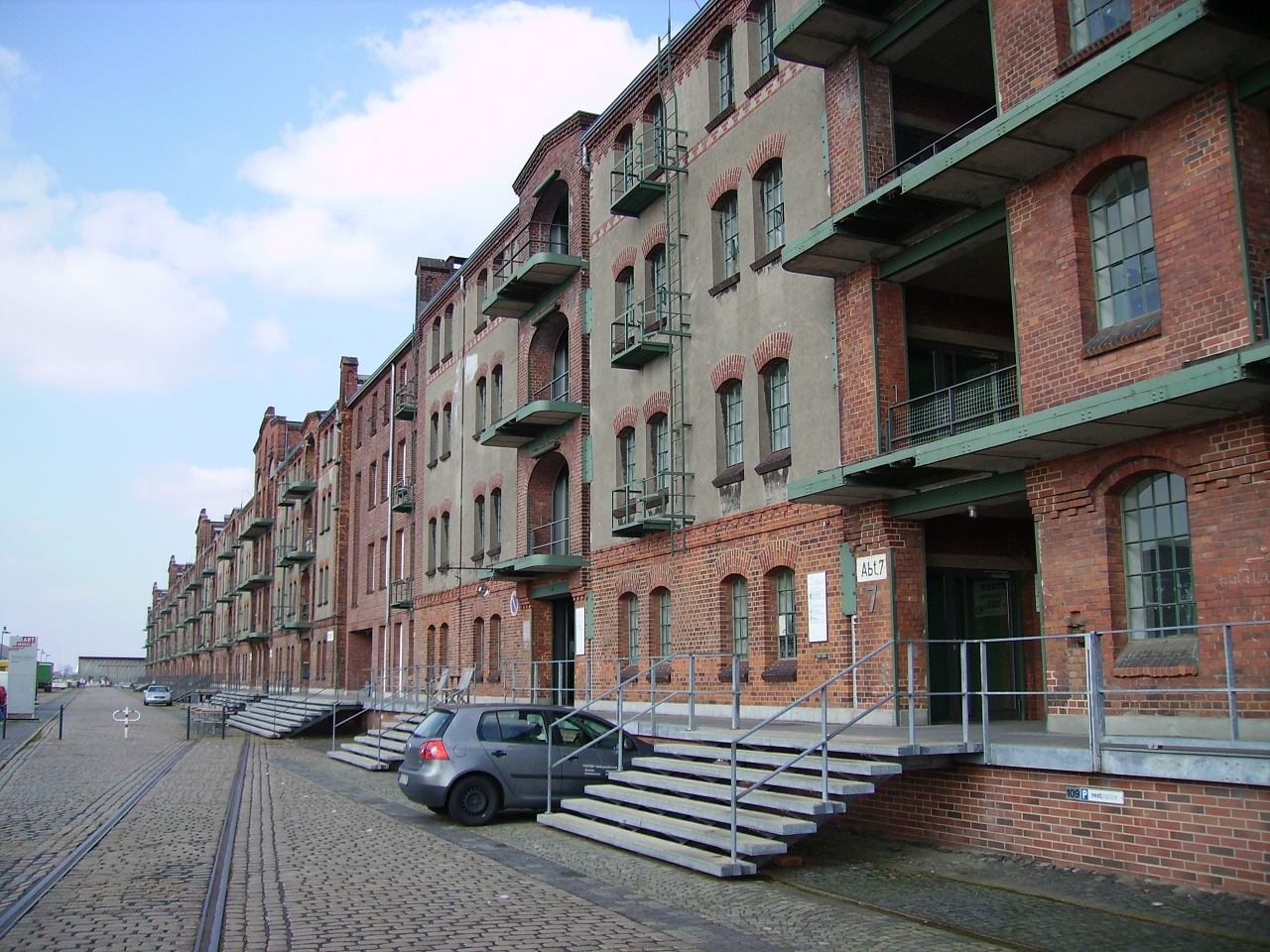
Speicher XI, Südfassade

Nach dem Niedergang der Häfen im stadtbremischen Gebiet nach 1970 lagen große Flächen der Hafengebiete brach. Im Rahmen der Stadtentwicklung wurde das frühere Überseehafenbecken verfüllt, nahezu das gesamte Gebiet zwischen Überseehafen und Altstadt neu geformt und zu einem neuen Stadtteil – der Überseestadt – gestaltet.
Der Speicher XI steht aus hafengeschichtlichen Gründen als Industriedenkmal seit 1994 unter Denkmalschutz. Er wurde von 2001 bis 2003 durch den Bremer Investor Prof. Dr. Klaus Hübotter saniert. Planer waren die Bremer Architekten Schomers und Schürmann, die für diese Leistung mit dem Bremer Denkmalpflegepreis 2010 ausgezeichnet wurden.
Seit 2010 ist der Speicher XI eine Station der Route der Industriekultur im Nordwesten.

## Aktuelle Nutzungen

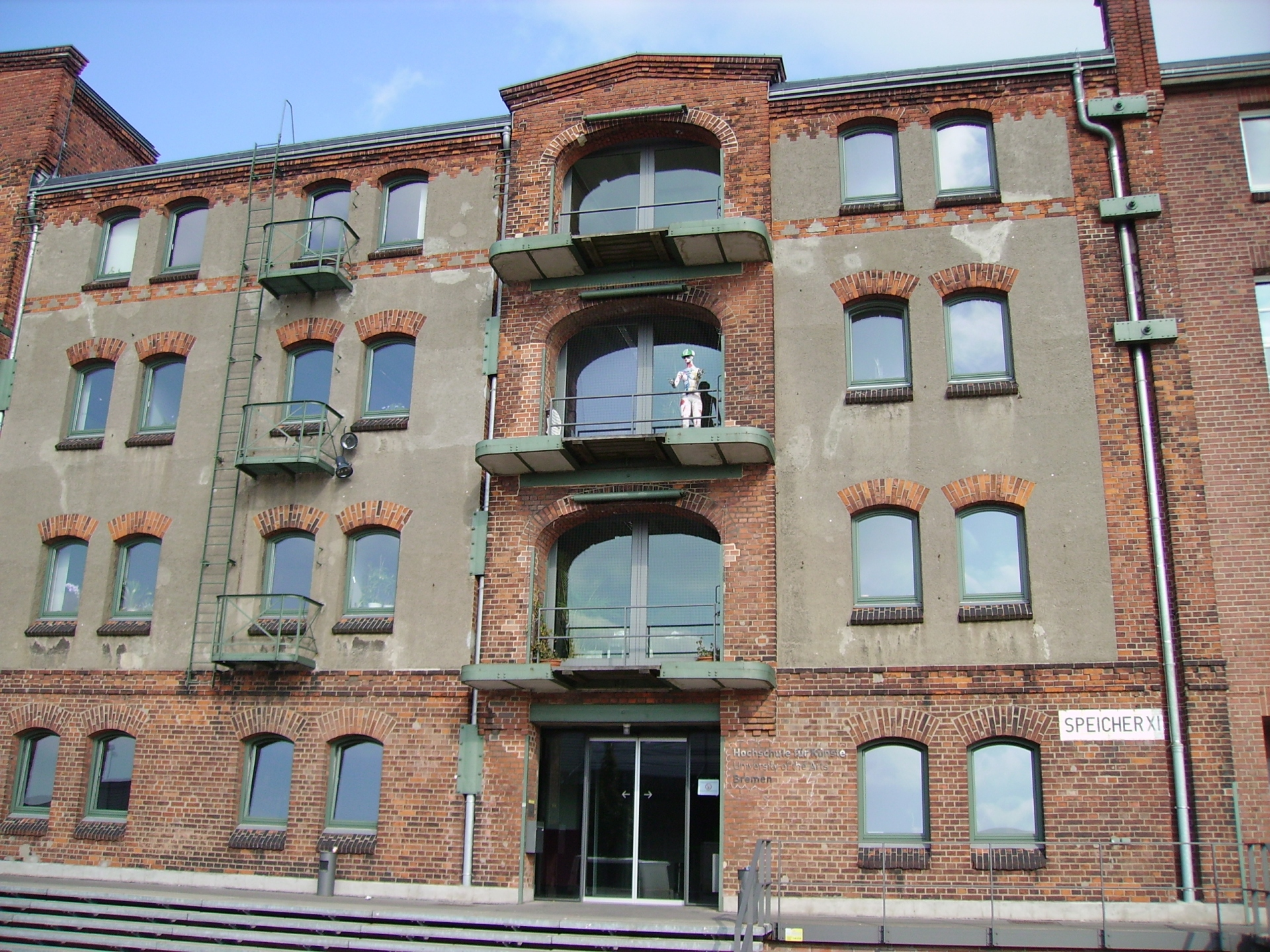
Speicher XI: Hochschule für Künste

Nunmehr befinden sich im Speicher XI:
Segment 1 (südöstliche Stirnseite)
- Das Kulturforum Speicher XI
- Das Hafenmuseum Bremen erinnert an die frühere Nutzung des Gebietes
- Das Restaurant Port
- Ingenieurbüro Wichmann

Segment 6
- Die Architekten GS P Gerlach Schneider Partner

Segment 8 – 16 (216 m)
- Die Hochschule für Künste Bremen (englisch: University of the Arts Bremen)

Weitere Nutzungen finden statt durch diverse Firmen im hafenspezifischen Bereich und weitere Unternehmen und Agenturen.